# Anna Ternheim
Anna Alexandra Ternheim (Stoccolma, 31 maggio 1978) è una cantautrice svedese, che scrive e canta in lingua inglese.

## Biografia
All'età di 10 anni ha iniziato a suonare la chitarra e a scrivere canzoni. Durante un soggiorno ad Atlanta, ha fondato la sua prima band, i Sova. Ritornata in Svezia, ha ripreso a scrivere musica. Successivamente si è spostata in Svizzera per studiare la lingua francese. Nel 2004 ha pubblicato il suo album discografico di debutto, Somebody Outside, che ha vinto diversi premi in Svezia.
Nel settembre 2006 ha fatto uscire Separation Road, anch'esso premiato con diversi Grammy Svedesi. Nell'aprile 2008 ha debuttato negli Stati Uniti con l'EP Halfway to Fivepoints. Nel 2010 alcune sue canzoni sono state inserite nelle serie televisive Grey's Anatomy e One Tree Hill.
Il quarto album Leaving on a Mayday, prodotto da Björn Yttling e pubblicato nell'agosto 2008, ha vinto il premio come "miglior album dell'anno" nell'edizione 2009 dei Grammy Svedesi.
Nell'autunno 2011 ha inciso l'album The Night Visitor.

## Discografia

### Album in studio
- 2004 – Somebody Outside
- 2006 – Separation Road
- 2008 – Leaving on a Mayday
- 2011 – The Night Visitor
- 2015 – For the Young
- 2017 – All the Way to Rio
- 2019 – A Space for Lost Time
- 2025 – Psalmer från sjunde himlen

### EP
- 1996 - Sova
- 2003 - Anna Ternheim - demo
- 2004 - I'll Follow You Tonight
- 2004 - To Be Gone
- 2005 - My Secret
- 2005 - Shoreline
- 2007 - Lovers Dream & More Music for Psychotic Lovers
- 2007 - Anna Ternheim
- 2008 - Halfway to Fivepoints (USA)